# Rémi Cardon (rugby à XV)
Pour les articles homonymes, voir Rémi Cardon et Cardon (homonymie).
Pas d'image ? Cliquez ici

a Compétitions nationales et continentales officielles uniquement.

b Matchs officiels uniquement.
Dernière mise à jour le 17 mars 2023.
Rémi Cardon, né le 30 janvier 1991, est un joueur international algérien de rugby à XV qui évolue au poste de  troisième ligne au sein de l'effectif du RC Châteaurenard en Fédérale 1. Il mesure 1,88 m pour 108 kg.

## Biographie

### Carrière en club
Rémi Cardon commence le rugby en jouant à Gard Beaucaire dans les Bouches-du-Rhône, avant de rejoindre le programme de rugby des jeunes du RC Narbonne en 2009. En 2012, il intègre le centre de formation du Stade aurillacois. Trois ans plus tard, il participe à des matchs amicaux de l'équipe senior contre des équipes de Fédérale 1.
En 2015, il rejoint le club du Rouen RN en Fédérale 1. Il joue avec eux pendant une saison, avant de rejoindre le RO Grasse en 2016. Après deux saisons à Grasse, il rejoint le CS Beaune pour trois saisons.
En 2021, il signe avec le club du CA Sarlat en Fédérale 2. À l'issue de la saison 2021-2022, bien que ses résultats lui permettent d'accéder à la Fédérale 1, le club refuse cette montée et sollicite la fédération pour une rétrogradation en Fédérale 3.
Pour la saison 2022-2023, il rejoint le RC Châteaurenard en Fédérale 1.

### Carrière internationale
Il a honoré sa première cape internationale en équipe d'Algérie, le 4 novembre 2017 contre l'équipe de Zambie, lors de la finale de la Bronze Cup au Leopards Rugby Club Stadium de Mufulira, en Zambie. Le XV aux deux Lions s'impose sur le score de 30 à 25 et s’assurant une place au niveau supérieur,.
Lors de cette rencontre il est titulaire, et inscrit son premier et deuxième essai international.
En décembre 2017, il est sélectionné pour participer au Tri-nations maghrébin au Stade municipal d'Oujda au Maroc. Le 20 décembre, il est titulaire et inscrit un essai lors de la victoire des algériens 36 à 13 face à la Tunisie. Puis le 23 décembre, il est de nouveau titulaire, lors de la défaite 20 à 13 face au Maroc.
En juillet 2018, il est de nouveau appelé en sélection pour participer à la Rugby Africa Silver Cup (groupe nord) au stade Michel Coulon de Toulouse en France. Il est titulaire lors de la victoire 22 à 18 face au Sénégal le 8 juillet,, puis de nouveau lors de la victoire 23 à 13 face à la Côte-d'Ivoire le 14 juillet,. Puis, face à l'équipe de Zambie, le 20 octobre 2018, l'Algérie remporte la finale 31 à 0, à Mufulira, en Zambie. Ce qui lui permet d'accéder à la Rugby Africa Gold Cup l'année suivante. Mais Cardon ne participe pas à la finale. En effet son club, le CS beaunois, a refusé de lui permettre de jouer cette finale.
Alors que l’équipe se prépare pour la Gold Cup, celle-ci est annulé en raison de la pandémie de Covid-19.
En juillet 2021, il est de nouveau appelé en sélection par le sélectionneur Boumedienne Allam, pour participer au premier tour de la Rugby Africa Cup à Kampala, en Ouganda, contre l'équipe du Ghana et de l'Ouganda. Le 14 juillet, il est titulaire et inscrit un essai lors de la défaite 22 à 20 contre le Ghana,, puis il est de nouveau titulaire, le 18 juillet, lors de la victoire face au pays hôte 16 à 22 et se qualifie pour le Top 8 africain.
Le 19 mars 2022, il est convoqué pour un test-match contre la Côte d'Ivoire, à Toulouse en France. Le XV aux deux Lions s'impose sur le score de 37 à 13.
Il est rappelé à l'intersaison 2022 par la sélection algérienne afin de disputer la phase finale de la Coupe d'Afrique, faisant office de tournoi qualificatif de la zone Afrique pour la Coupe du monde 2023. Il est titulaire pour la demi-finale contre le Kenya le 6 juillet, défaite 36 à 33,.
Pour sa première participation à la Coupe d'Afrique, l'Algérie termine 3e,.

## Statistiques en équipe nationale
- International algérien : 9 sélections depuis 2017.
- Sélections par année : 3 en 2017, 2 en 2018, 2 en 2021, 2 en 2022.

## Palmarès

### En sélection
- Champion d’Afrique Bronze Cup 2017.
- Champion d’Afrique Silver Cup 2018[Note 1].